# Tambor de Pejeng

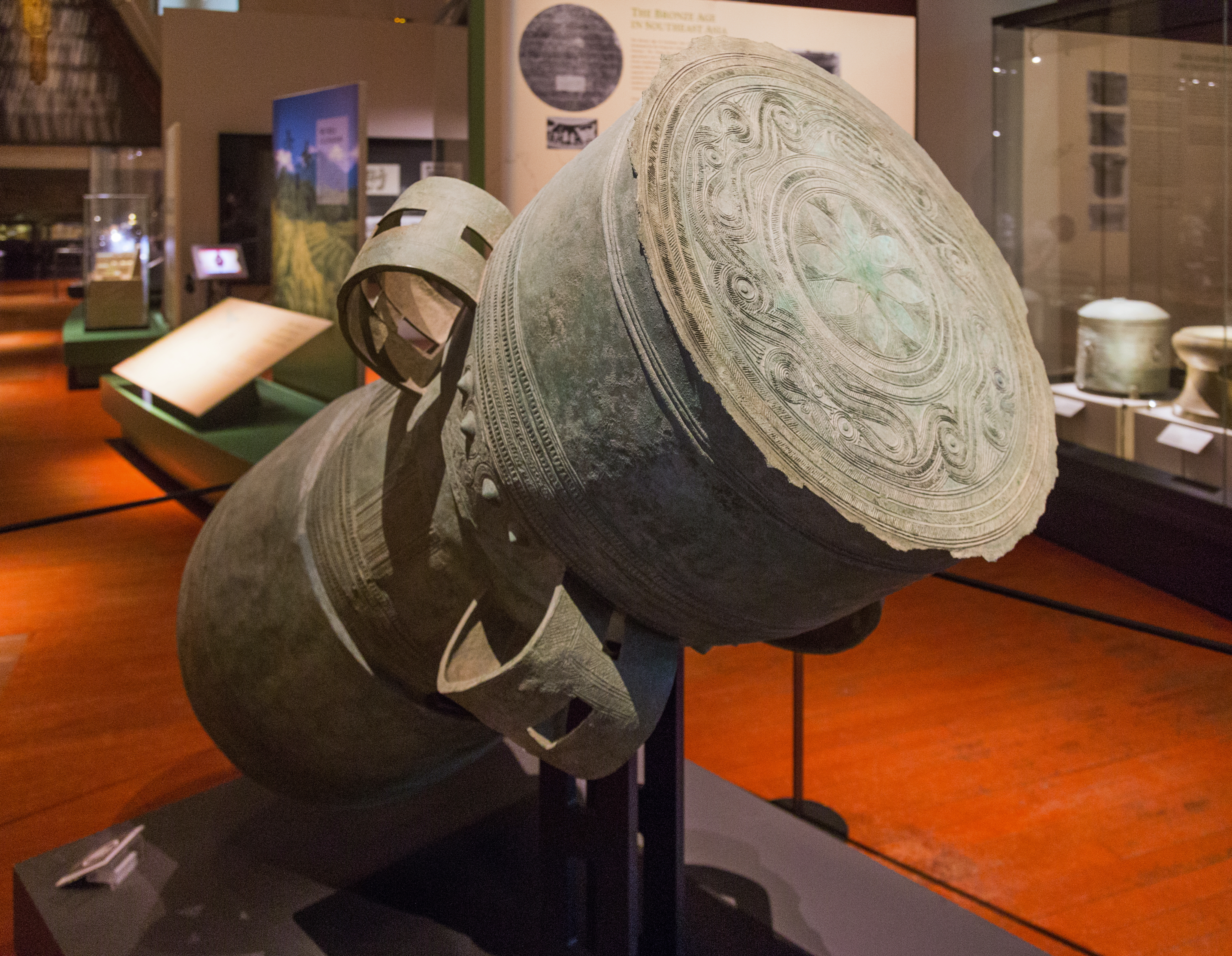
Un tambor de Pejeng descubierto en la Java Oriental, expuesto en el Museo de las Civilizaciones Asiáticas, Singapur.

El Tambor de Pejeng (también tambor de tipo Pejeng) es una especie de tambor de la Edad del Bronce que se produjo en todo el archipiélago de Indonesia entre el siglo I y II. Son uno de los mejores ejemplos de trabajo de metales de Indonesia. Otro ejemplar de tambores Pejeng de la Edad del Bronce, es la antigua Luna de Pejeng, el tambor de bronce más grande del mundo, lo que indica el avance de la técnica de fundición de metales y el comercio activo en el archipiélago en el primer milenio d. C..

## Arqueología

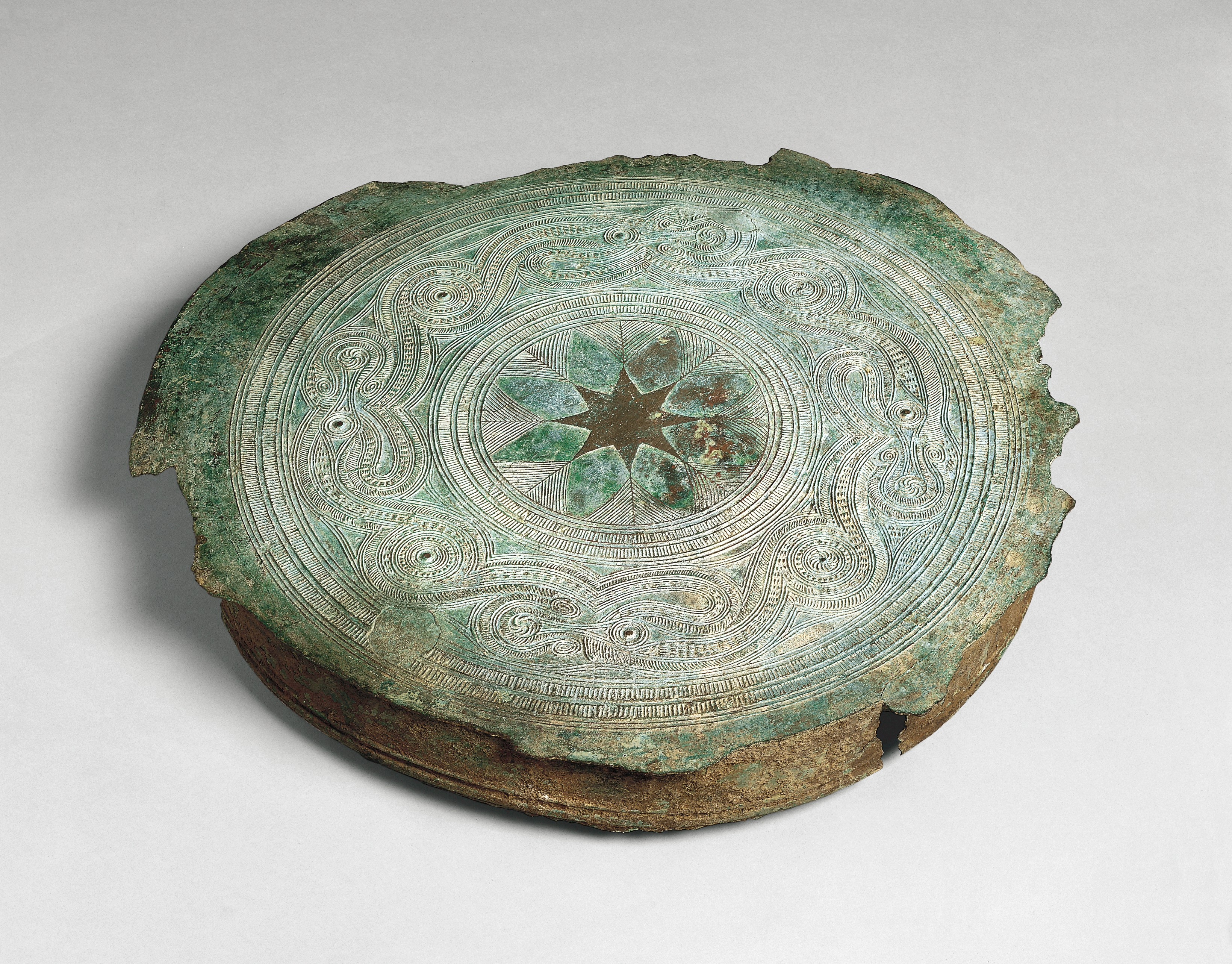
Parte superior moldeada separadamente (la testa) de un tambor tipo Pejeng encontrado en Sumba.

El primer registro del uso del bronce y el hierro en el archipiélago indonesio data de alrededor del año 500 a. C. La mayoría de los primeros objetos de bronce se utilizaban probablemente para ceremonias, como las hachas y los timbales muy estilizados. Algunos tambores tenían la forma conocida como tambor Dong Son, un tipo de tambor de bronce originario del norte de Vietnam y extendido a lo largo de las islas de la Sonda, como Sumatra, Java, Nusa Tenggara e incluso hasta las islas Kai, cerca de Papúa Nueva Guinea. La difusión del tambor Dong Son en el archipiélago indonesio indica un amplio comercio entre los reinos del sudeste asiático durante ese periodo. Otros tambores de bronce encontrados en el archipiélago representaban una variación local; los más conocidos son los tambores de Pejeng.
Los tambores de Pejeng, llamados así por el pueblo de la Edad del Bronce de Pejeng, en Bali, eran la variante indonesia del tambor Dong Son. Los tambores Pejeng se diferencian del anterior en que tienen una forma más alargada y se fabricaban en dos piezas separadas utilizando el método de la cera perdida. El tambor Pejeng se diseñó en el archipiélago indonesio y se produjo ampliamente en la isla de Java y Bali en el primer milenio d. C. La variante balinesa es uno de los artefactos metálicos más impresionantes del periodo prehistórico tardío de Indonesia. La Luna de Pejeng que se conserva en el pueblo de Pejeng, es el mayor tambor de Pejeng del mundo. Un tambor tan enorme habría tenido un gran valor social para sus propietarios. En Bali no se dispone de cobre ni de estaño, las materias primas para la fabricación del bronce. La existencia de enormes tambores de bronce en Bali indica la existencia de un intenso comercio interinsular entre Bali y otras partes de Indonesia durante el primer milenio d. C. El comercio también fue más amplio en Bali, ya que en Sembiran y Pacung, en el norte de Bali, se encontraron cerámicas decoradas con diseños perforado de estilo indio, lo que indica un comercio hasta la India dentro del archipiélago el siglo I o siglo II d. C..
Los tambores de Pejeng pueden haber sido utilizados como un adorno por los reyes o jefes que querían ser considerados una élite internacional. En Plawangan, se encontró un tambor de Pejeng en los enterramientos, junto con otros objetos preciosos, como un collar de oro y una punta de lanza de hierro. En Bali, la Luna de Pejeng, el mayor tambor de este tipo, se guardaba simplemente en los pueblos. Los tambores Moko, un tambor de tipo Pejeng, se sigue utilizando como objeto de herencia que se intercambia en las ceremonias de matrimonio.

## Apariencia y construcción

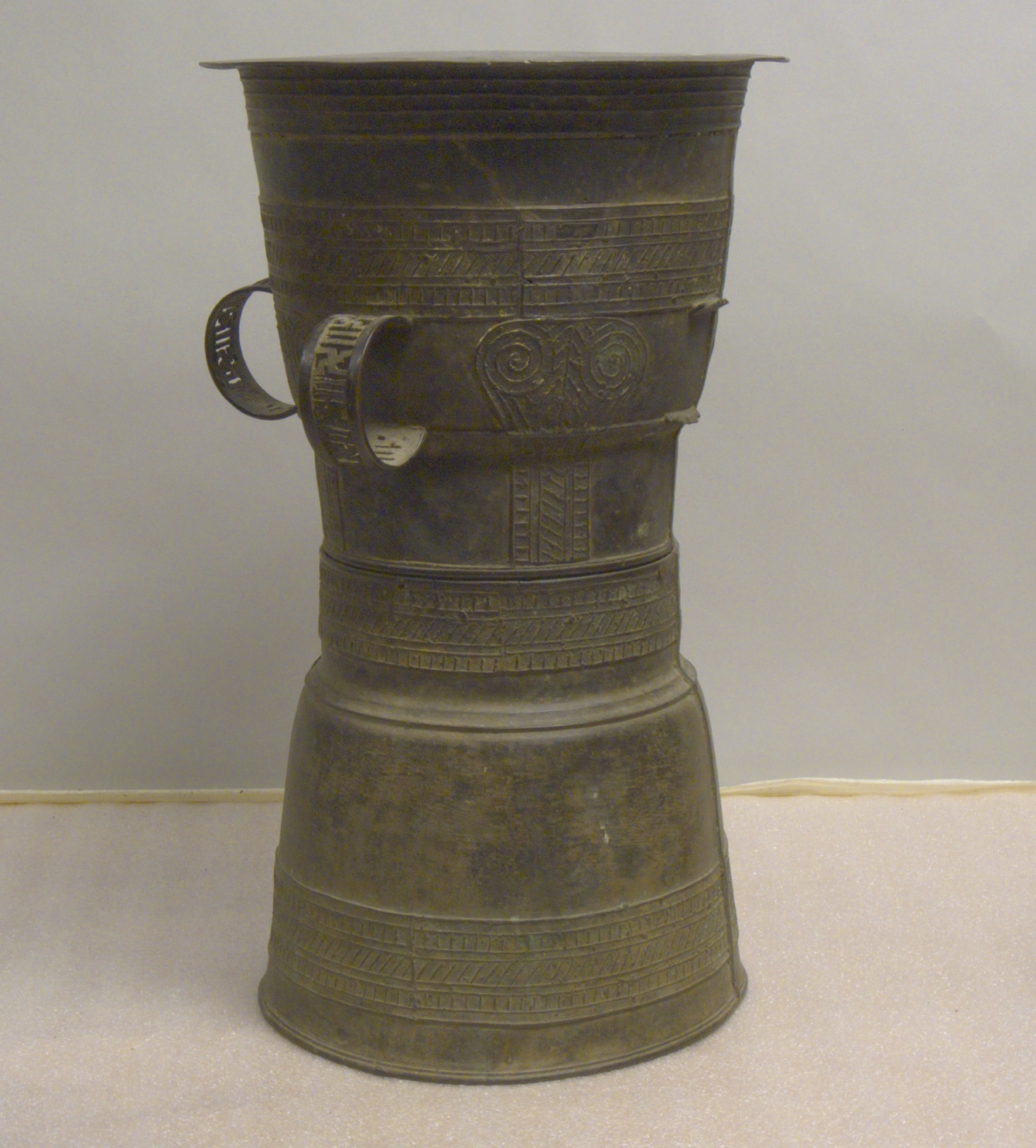
Tambor de Pejeng.

Un tambor de Pejeng tiene un aspecto simétrico. Su forma consta de tres partes: el tímpano en la parte superior, el barril donde está unido el asa y la base. La diferencia de diseño entre el tambor de Pejeng y el tambor Dong Son es que la testa que sobresale alrededor de 25 centímetros más allá del cuerpo, y se realizó separadamente de él.
Los tambores de Pejeng se fabricaban mediante fundición a la cera perdida. Otra diferencia con el tambor Dong Son es que el cuerpo y el tímpano del tambor de Pejeng se fundían a veces por separado en lugar de como un todo. Se hacía un modelo de cera con forma de tambor alrededor de un núcleo hueco de arcilla. El patrón geométrico estandarizado de humano o animal se imprimía en la cera utilizando moldes de piedra incisos. Los patrones geométricos se moldeaban para los tímpanos y los lados superiores.